# Dovilai
Dovilai (deutsch Dawillen) ist ein Städtchen (lt. miestelis) im litauischen Bezirk Klaipėda. Der Ort ist Zentrum des Amtsbezirks (Seniūnija) Dovilai und gehört zur Rajongemeinde Klaipėda.

## Lage
Dovilai liegt im Westen Litauens, im ehemaligen Preußisch Litauen, etwa 12 km östlich von Klaipėda (Memel). Vier Kilometer nordöstlich von Dovilai liegt die Stadt Gargždai. Durch den Ort führt die Nationalstraße 227 von Klaipėda in das Dorf Laugaliai an der Nationalstraße 228. Durch Dovilai fließt der oder die Lašiupis (dt. Leszuppe), ein rechter Nebenfluss der Minija.

## Ortsname
Der Name sagt, dass jemand eine Landzuteilung oder Belehnung wünscht. Nehrungskurisch „davin“ = Geschenk, Gabe, litauisch „dovis“ = Schenkung.

## Geschichte
Dovilai wurde vor 1540 gegründet. 1785 wurde es als „melirtes Dorf“ bezeichnet. Seit 1872 war der Ort Sitz eines Amtsbezirks im Kreis Memel. Bis 1919 zur preußischen Provinz Ostpreußen und damit zum Deutschen Reich gehörig, wurde es aufgrund des Versailler Vertrags von diesem abgetrennt und als Teil des Memellandes 1923 von Litauen annektiert. 1939 an das Deutsche Reich zurückgegeben, kam Dovilai 1945 zur Litauischen Sozialistischen Sowjetrepublik und wurde Sitz eines Umkreises (lit. apylinkė). Seit 1995 ist der Ort (wieder) Sitz eines Amtsbezirks und bekam als solcher im Jahr 2009 ein Wappen.

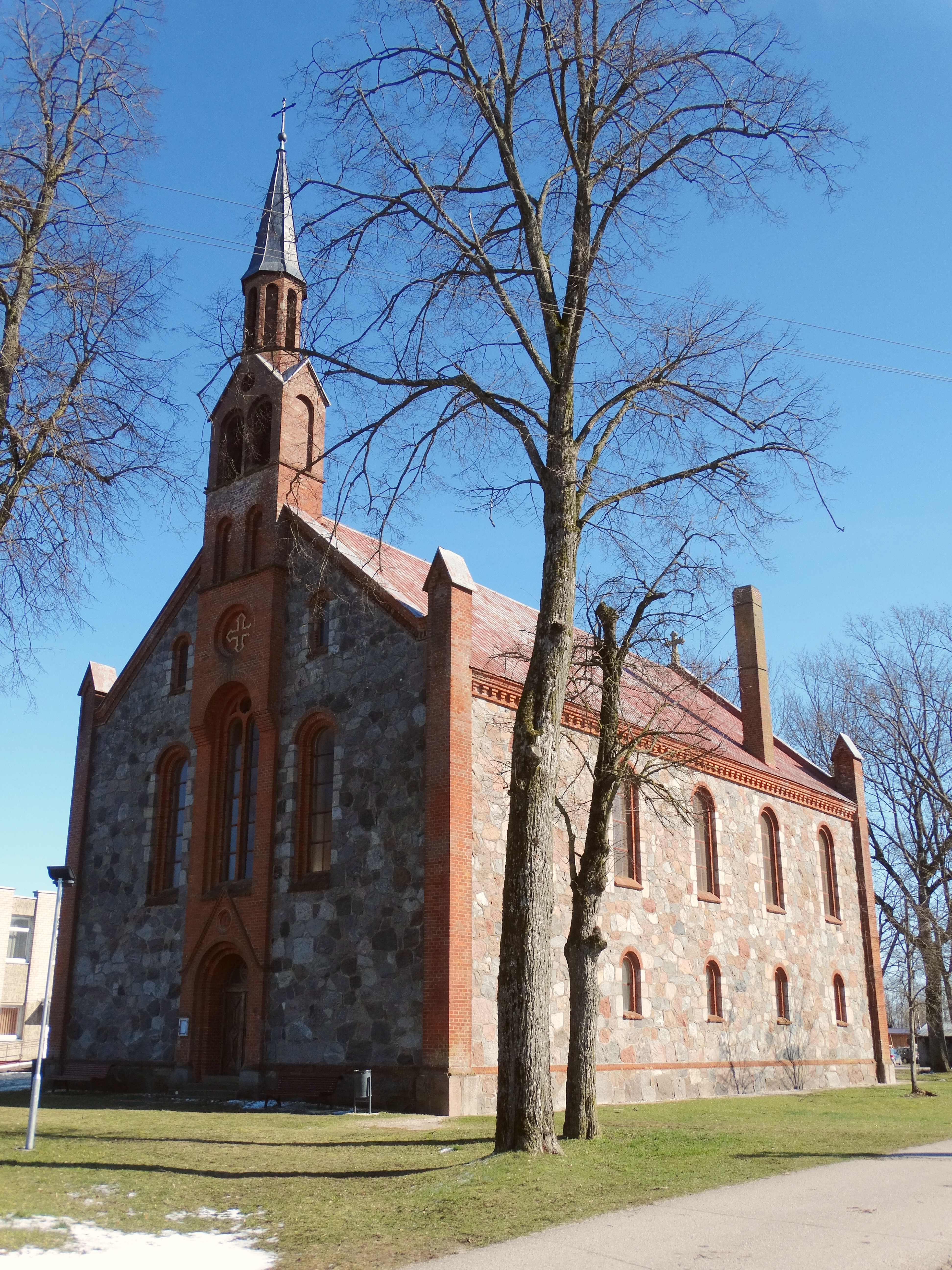
Evangelisch-lutherische Kirche in Dovilai, erbaut 1861/62

| Jahr | Einwohner |
| ---- | --------- |
| 1885 | 0135      |
| 1910 | 0283      |
| 1970 | 0701      |
| 1979 | 1142      |
| 1989 | 1188      |
| 2001 | 1231      |
| 2011 | 1246      |

## Kirche
Dawillen war seit 1854 Kirchspielort. Die evangelisch-lutherische Kirche, ein neugotischer Feldsteinbau mit Backsteingliederung und Fassadentürmchen, wurde am 18. September 1862 geweiht. Ab 1944 wurde die Kirche als Speicher benutzt. Sie wurde nach 1990 restauriert und wird seitdem wieder für evangelische Gottesdienste genutzt. In Dovilai befinden sich mehrere Friedhöfe, u. a. ein Soldatenfriedhof für Russen und Litauer.

## Schule
In Dovilai gibt es eine Hauptschule.

## Söhne und Töchter des Ortes
- Karl Albert Max Krause (1859–1934), Mitglied des Deutschen Reichstages

## Amtsbezirk Dovilai
Seit 1995 besteht die Dovilų seniūnija, die der Rajongemeinde Klaipėda zugeordnet ist. Zum Amtsbezirk gehören neben dem Städtchen Dovilai 30 Dörfer mit insgesamt 4888 Einwohnern (Stand 2011). Der Amtsbezirk ist in die sechs Unterbezirke (lit. Seniūnaitija) Baičių seniūnaitija, Dovilų seniūnaitija, Ketvergių seniūnaitija, Kiškėnų seniūnaitija, Lėbartų seniūnaitija und Šiūparių seniūnaitija eingeteilt. Zum Amtsbezirk gehören:
| Ortsname      | deutscher Name  | Unterbezirk |
| ------------- | --------------- | ----------- |
| Baičiai       | Baiten          | Baičiai     |
| Birbinčiai    | Nausseden-Jakob | Kiškėnai    |
| Dovilai       | Dawillen        | Dovilai     |
| Dumpiai       | Dumpen          | Lėbartai    |
| Galčiai       | Galten          | Kiškėnai    |
| Gedminai      | Gedminnen       | Baičiai     |
| Gelžiniai     | Gellßinnen      | Šiūpariai   |
| Grambaviškiai | Grambowischken  | Kiškėnai    |
| Grikšai       | Grikschen       | Baičiai     |
| Jurgiai       | Jurgen          | Baičiai     |
| Jurjonai      |                 | Šiūpariai   |
| Kalviai       | Kalwen          | Ketvergiai  |
| Kaspariškiai  | Kasparischken   | Lėbartai    |
| Ketvergiai    | Kettwergen      | Ketvergiai  |
| Kisiniai      | Kissinnen       | Baičiai     |
| Kiškėnai      | Kischken-Görge  | Kiškėnai    |
| Kuliai        | Kuhlen          | Dovilai     |
| Laistai       | Leisten         | Lėbartai    |
| Lėbartai      | Löbardten       | Lėbartai    |
| Lyveriai      | Liewern         | Baičiai     |
| Margiai       | Margen          | Šiūpariai   |
| Medsėdžiai    |                 | Šiūpariai   |
| Piktožiai     | Picktaßen       | Šiūpariai   |
| Rimkai        | Karlsberg       | Lėbartai    |
| Rusliai       | Russlen         | Ketvergiai  |
| Stučiai       | Stutten         | Baičiai     |
| Šernai        | Schernen        | Ketvergiai  |
| Šiūpariai     |                 | Šiūpariai   |
| Šnaukštai     | Schaugsten      | Baičiai     |
| Švepeliai     | Schweppeln      | Lėbartai    |
| Toleikiai     | Thaleiken-Jacob | Lėbartai    |

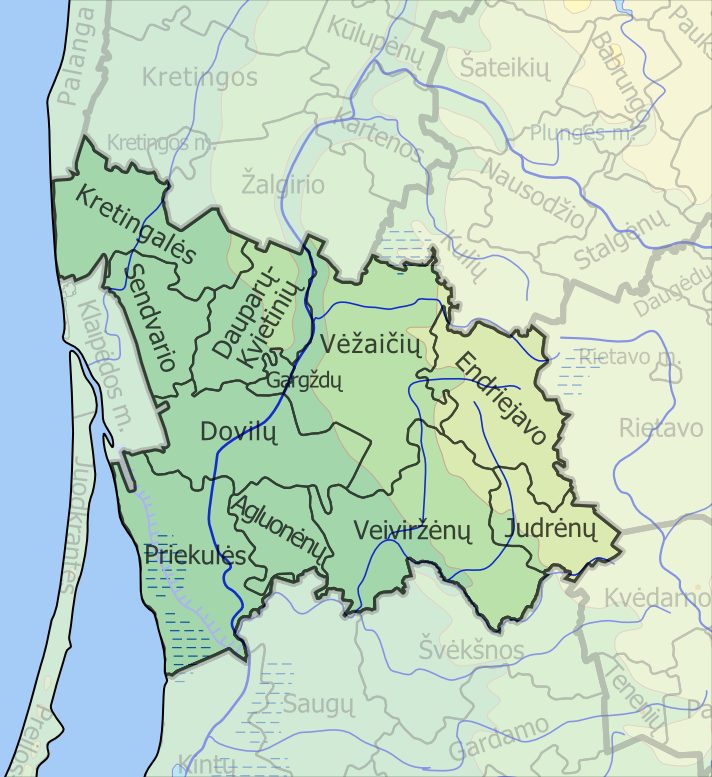
Der Amtsbezirk Dovilai im Westen der Rajongemeinde Klaipėda

Im Jahr 1996 wurden die Orte Budelkiemis, Lypkiai und Žardė sowie Teile der Orte Laistai, Rimkai und Švepeliai aus dem Amtsbezirk Dovilai in die Stadt Klaipėda umgemeindet.